# Fiorde de Lim

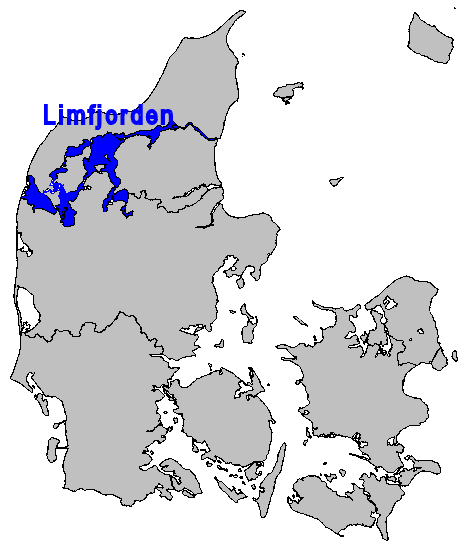
Localização do Limfjorden no norte da Dinamarca

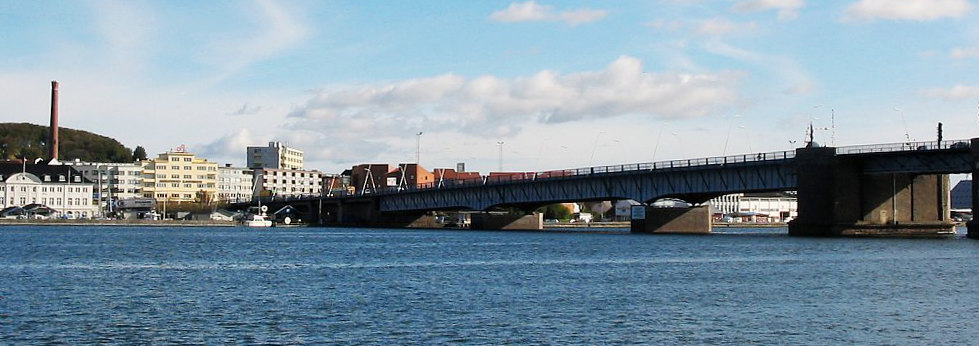
Uma ponte cruza o Fiorde de Lim unindoAlburgo e Nørresundby

Fiorde de Lim (em dinamarquês: Limfjorden) é um estreito no norte da Dinamarca que separa a ilha de Vendsyssel-Thy da península da Jutlândia. Estende-se entre o canal Thyborøn no mar do Norte ao município de Hals no Categate e tem aproximadamente 180 km de comprimento. Tem forma irregular, com várias baías, estreitos e ilhas, principalmente Mors. A maior profundidade está em Hvalpsund (24 metros). O seu principal porto é Aalborg, onde um caminho de ferro e uma ponte viária foram construídas para passar por cima do fiorde, em Nørresundby, enquanto a autoestrada E45 passa através de um túnel a leste.
Lim é notável pelos seus saborosos mexilhões (Mytilus edulis). Os gourmets apreciam as suas ostras que são consideradas de extraordinário tamanho e qualidade.

## História
Lim esteve originalmente ligado com o mar do Norte. Canuto, o Grande navegou pelas suas águas no ano de 1027 no seu regresso à Inglaterra. Segundo o historiador Saxão Gramático ficou fechado por volta de 1200. Em 3 de fevereiro de 1825 uma inundação furou uma abertura, o chamado canal Agger, a norte de um istmo de 13 km de comprimento e menos de 1 km de largura, o Agger Tange, que tinha até então unido Vendsyssel-Thy com o resto da Jutlândia.
Em 1862, outra inundação perfurou outra abertura, o canal Thyborøn, através do resto de Agger Tange (veja-se imagem de satélite). O canal Agger foi enchendo-se continuamente com areia e foi encerrado em 1877.